# Żydowskie Seminarium Teologiczne Fundacji Fränkla

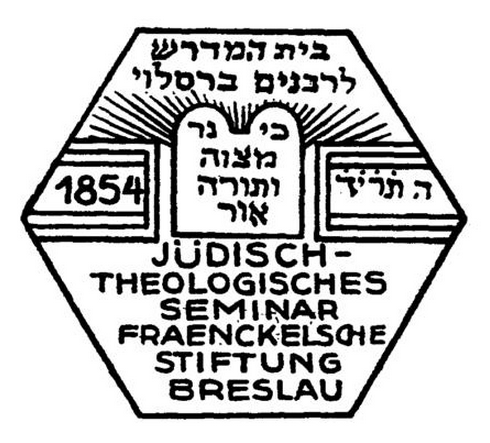
Logo seminarium z roku 1928

Żydowskie Seminarium Teologiczne Fundacji Fränkla (Jüdisch-Theologisches Seminar. Fränkelsche Stiftung) – pierwszy w Europie Środkowej nowoczesny zakład kształcący rabinów i nauczycieli, założony w 1854 we Wrocławiu .
Inicjatorem powstania Seminarium był Abraham Geiger, a fundatorem Joseph Jonas Fränckel. Pierwszym dyrektorem został Zacharias Frankel. Początkowo działało tylko w jednej kamienicy przy ul. Włodkowica 14 (rozebranej u schyłku lat 60. XX w.), nabytej w tym celu w 1853 i przebudowanej, później poszerzono siedzibę o dwie kupione sąsiednie kamienice (ul. Włodkowica 16 oraz 18).
Wydział rabinacki działał od 10 sierpnia 1854 do 1938, a nauka na nim trwała 7 lat. Wydział nauczycielski istniał od 30 października 1856 do 1867, a nauka na nim trwała lat trzy . Wrocławskie seminarium wyróżniało się na tle ówczesnego szkolnictwa żydowskiego w Niemczech i całej Europie Środkowej wysokim poziomem naukowym kadry oraz nowatorskim programem na poziomie szkoły wyższej, który uwzględniał oprócz studiów teologii i filozofii judaistycznej również przedmioty świeckie (np. pedagogikę, literaturę niemiecką, francuską, filologię klasyczną, nauki ścisłe), w nauczaniu wszystkich przedmiotów kładziono nacisk na analizowanie ich współczesnymi metodami naukowymi, stosowano też nowoczesne metody dydaktyczne. Ponieważ młodzież żydowska w połowie XIX w. zwykle uczyła się w typowo religijnych szkołach, gdzie nie wykładano świeckich nauk, to w seminarium aż do 1887 r. prowadzono wydział przygotowawczy, na którym kandydaci mogli uzupełnić te braki przed podjęciem studiów na kierunku rabinackim.
Seminarium było w momencie powstania jedną z nielicznych tego typu szkół żydowskich w Europie i stało się wiodącym ośrodkiem kształcenia rabinów w Niemczech, oddziaływując też silnie, jako wzór i poprzez swoich absolwentów oraz migrujących nauczycieli, na nowo tworzone szkoły judaistyczne w innych krajach kontynentu i w USA.
Seminarium w swoim gmachu posiadało własną bożnicę otwartą w 1856, a także bogatą bibliotekę, w której znajdował się najliczniejszy zbiór książek żydowskich (ok. 1900 r. liczył ponad 18 tys., w tym 400 rękopisów, niektóre z nich z XIII w.) w Cesarstwie Niemieckim, zawierający m.in. księgozbiór Leona Vita Saravala. Pod koniec istnienia biblioteki dysponowała ona już 40 tys. drukowanych książek i 433 rękopisami. Zbiory biblioteczne skonfiskowały władze hitlerowskie w 1938 i uległy one rozproszeniu. Po wojnie zidentyfikowano fragmenty tych zbiorów w USA, Warszawie, Moskwie i praskiej bibliotece w Klementinum. Ta ostatnia instytucja zwróciła w 2004 posiadane przez siebie egzemplarze i są one depozytem wrocławskiej gminy żydowskiej przechowywanym w bibliotece uniwersyteckiej.
Środowisko naukowe seminarium było mocno zaangażowane w redagowanie i wydawanie naukowego miesięcznika Monatsschrift für die Geschichte und Wissenschaft des Judenthums.
Seminarium zaczęło stopniowo podupadać po dojściu do władzy hitlerowców w wyniku ich szykan. Zamknięto je decyzją hitlerowskich władz państwowych w listopadzie 1938 po nocy kryształowej, podczas której dokonano zniszczeń w szkole , choć w ograniczonym zakresie była jeszcze aktywna przez kilka miesięcy, co najmniej do lutego 1939. Główny gmach seminarium urząd nazistowski oddał w 1941 Zrzeszeniu Żydów w Niemczech.
Absolwentami seminarium było 723 osób, w tym 300 z zagranicy; 249 z nich zostało rabinami.
W 2010 seminarium upamiętniono tablicą przy Promenadzie Staromiejskiej, nieopodal dawnej siedziby szkoły.
Dyrektorzy szkoły
- Zacharias Frankel (1854–1875)[10]
- Leser Lazarus (1875–1879)[11]
- Israel Lewy (1883–1917)[12]
- Saul Horowitz[12]
- Michael Guttmann (1921–1933)[12]

Inni wykładowcy seminarium
- Marcus Brann – historyk[13]
- Jacob Bernays – filolog klasyczny[12]
- Leopold Cohn – filog[14]
- Willy Cohn (1936-1938) – historyk[15]
- Jacob Freudenthal – filolog klasyczny[12]
- Heinrich Graetz – historyk i biblista[13]
- Manuel Joël – filozof[12]
- David Rosin – teolog[12]
- Benedict Zuckermann – matematyk, bibliotekarz[7]

## Znani absolwenci
- Leo Baeck[16]
- Jecheskiel Caro – rabin i historyk[17]
- Moses Gaster – rabin i filolog[18]
- Jakob Guttmann – badacz średniowiecznej filozofii żydowskiej i przewodniczący Związku Rabinów w Niemczech[19]
- Benno Jacob[20]
- Israel Lewy – badacz Talmudu, późniejszy dyrektor swojego macierzystego seminarium[12]
- Arthur Löwenstamm[20]